# Bjørn Rasmussen
 For alternative betydninger, se Bjørn Rasmussen (flertydig). (Se også artikler, som begynder med Bjørn Rasmussen)
Bjørn Vilhelm Ravn Rasmussen (født 19. maj 1885 i København, død 24. september 1962 i Aarhus) var en dansk fodboldspiller, som spillede fire landskampe for Danmark. 
Rasmussen vandt sølvmedalje ved OL 1908 i London. Han spillede to af det danske holds tre kampe i turneringen. Danmarks første officielle landskamp blev spillet ved OL 1908. Danmark vandt, med Rasmussen på bænken, 9-0 over Frankrig B. I semifinalen mod Frankrig B, som Danmark vandt med 17-1, hvilket fortsat er den største landskampssejr for Danmark, var han med på holdet. 
Hans sidste landskamp blev OL-finalen, hvor Danmark tabte 2-0 mod Storbritannien.
I sin klubkarriere spillede Rasmussen wing i KB. 